# 보비 비
보비 비(영어: Bobby Vee, 1943년 4월 30일 ~ 2016년 10월 24일)는 미국의 가수이다. 노스다코타주의 파고에서 태어났다. 고교시절부터 두 형과 함께 밴드를 결성하였으며, 특히 그의 노래는 인기가 높았다. 독립 후 리버티에서 나온 데뷔곡 〈수지 베이비〉가 큰 인기를 받았다. 이어 〈데빌 오어 엔젤〉, 〈러버 볼〉 등의 수많은 인기곡을 내었다. 음반으로는 〈보비 비의 콘서트〉, 〈록 앨범〉 등이 있다.